# U-50 (1939)
U-50 – niemiecki okręt podwodny (U-Boot) typu VII B z okresu II wojny światowej. Okręt wszedł do służby w 1939.

## Historia
W czasie II wojny światowej odbył 2 patrole bojowe, spędzając na  morzu 30 dni. Zatopił 4 statki o łącznej pojemności 16.083 BRT. Zatonął  6 kwietnia 1940 na północ od Trondheim po wejściu na brytyjską minę. Przypuszczalna pozycja zatonięcia  51°14′00″N 5°07′00″E/51,233333 5,116667. Zginęła cała załoga – 44 oficerów i marynarzy.

## Przebieg służby
- 12.12.1939 – 31.12.1939 – 7. Flotylla U-Bootów Wegener w  Kilonii (szkolenie)
- 01.01.1940 – 06.04.1940 – 7. Flotylla U-Bootów Wegener w Kilonii (okręt bojowy)
- 06.04.1940 – zatonięcie

Dowódcy:
12.12.1939 – 06.04.1940 – Kptlt. Max-Hermann Bauer
Kptlt – Kapitanleutnant (kapitan marynarki)